# Kevin Dunn
Kevin Dunn (ur. 24 sierpnia 1956 w Chicago) – amerykański aktor filmowy i telewizyjny, absolwent Illinois Wesleyan University w Bloomington. W jego dorobku dominują głównie role ojców, żołnierzy lub polityków.

## Filmografia

### Filmy fabularne
- 1988: Missisipi w ogniu jako agent Bird
- 1989: Pogromcy duchów II jako Milton Angland
- 1989: Zimna stal jako asystent szefa Stanley Hoyt
- 1990: Fajerwerki próżności jako Tom Killian
- 1990: Wybraniec śmierci jako porucznik Sal Roselli
- 1991: Hot Shots! jako porucznik komandor James Block
- 1991: Tylko samotni jako Patrick Muldoon
- 1992: 1492. Wyprawa do raju jako kapitan Mendez
- 1992: Chaplin jako J. Edgar Hoover
- 1993: Dave jako Alan Reed
- 1993: Beethoven 2 jako Brillo, właściciel Missy
- 1994: Wielka mała liga jako Arthur Goslin
- 1995: Szalona miłość jako Clifford Leland
- 1995: Nixon jako Charles Colson
- 1996: Reakcja łańcuchowa jako agent FBI Doyle
- 1997: Mąż idealny jako pan Mercer
- 1998: Mali żołnierze jako Stuart Abernathy
- 1998: Godzilla jako pułkownik Hicks
- 1998: Bohaterowie z przypadku jako Hidalgo
- 1998: Oczy węża jako Lou Logan
- 1999: Opętanie jako Frank McCarthy
- 2004: Jak być sobą jako Marty
- 2006: Gang z boiska jako Ted Dexter
- 2006: Czarna Dalia jako ojciec Elizabeth Short
- 2006: Wszyscy ludzie króla jako Alex
- 2007: Transformers jako Ron Witwicky
- 2007: Ukryta strategia jako edytor ANX
- 2008: Vicky Cristina Barcelona jako Mark
- 2009: Transformers: Zemsta upadłych jako Ron Witwicky
- 2010: Niepowstrzymany jako Galvin
- 2011: Nie można pocałować panny młodej jako agent Ross
- 2011: Transformers 3 jako Ron Witwicky
- 2011: Wojownik jako Joe Zito
- 2012: Ogień zwalczaj ogniem jako agent Calvin Mullens
- 2013: Polowanie na łowcę jako porucznik Bob Jent

### Seriale TV
- 1987: Zdrówko jako Jim McNulty
- 1988–1989: Prawnicy z Miasta Aniołów jako Barry Braunstein
- 1989: Roseanne jako Burt Drucker
- 1990: Kroniki Seinfelda jako Joel
- 1995: JAG jako admirał Al Brovo
- 1998–2000: Godzilla jako major Anthony 'Tony' Hicks (głos)
- 1999: Batman – 20 lat później jako dr Howard Hodges (głos)
- 2000: The Beach Boys: An American Family jako Murry Wilson
- 2002: Kancelaria adwokacka jako Bill Munce
- 2002: Puls miasta jako Ron Berman
- 2003: Boston Public jako Wielki Ed
- 2004: Port lotniczy LAX jako Vic Tilden
- 2004: Huff jako Berkowitz
- 2004: Siódme niebo jako trener Terry Hardwick
- 2005: Prawo i bezprawie jako Arnie MacLaren
- 2006: Orły z Bostonu jako adwokat Jonathan Weiner
- 2006: Zagubieni jako Gordy
- 2006: Prawo i porządek: Zbrodniczy zamiar jako detektyw Carson Laird
- 2006: Podkomisarz Brenda Johnson jako pan Catalina
- 2006: Siódme niebo jako trener Terry Hardwick
- 2007: Skazany na śmierć jako Cooper Green
- 2007: Orły z Bostonu jako adwokat Jonathan Weiner
- 2007–2009: Kim jest Samantha? jako Howard
- 2010–2011: Scooby Doo i Brygada Detektywów jako Dale Dinkley / Garden Manager / Maitre D' (głos)
- 2013–2017: Figurantka jako Ben Cafferty
- 2014: Detektyw jako major Ken Quesada
- 2015–2016: Code Black: Stan krytyczny jako dr Taylor
- 2016: Amerykański tata – głos
- 2016: Długa noc jako Daniel Lang